# Ignaców (gmina Jasieniec)
Ignaców – wieś sołecka w Polsce położona w województwie mazowieckim, w powiecie grójeckim, w gminie Jasieniec.
W skład sołectwa Ignaców wchodzi także wieś Marynin.

## Historia
Pod koniec XIX w. folwark wchodzący w skład Dóbr Michałów.
W latach 1975–1998 miejscowość należała administracyjnie do województwa radomskiego.